# Miquel Valdés Padró
Miquel Valdés Padró (Barcelona, España; 13 de octubre de 1867 - ibíd.; 5 de mayo de 1951) fue un empresario español, fundador y propietario de Lotería Valdés, considerada una de las administraciones de loterías más emblemáticas y populares de Barcelona. Fue además un pionero del deporte español, que destacó como atleta y futbolista, siendo también directivo del Fútbol Club Barcelona. 

## Biografía
Miquel Valdés era comerciante y regentaba un estanco de tabaco en el número 96 de La Rambla de Barcelona. En 1905 obtuvo la licencia para la venta de loterías. En 1935 vendió por primera vez «el Gordo», el primer premio del Sorteo Extraordinario de Navidad, lo que dio gran popularidad a la administración. Tras su muerte, el negocio ha seguido en manos de sus descendientes.

### Trayectoria deportiva
Valdés, como muchos de los «sportsmen» amateurs de finales del siglo XIX, practicó multitud de deportes; entre ellos, el remo, la gimnasia atlética en la especialidad de levantamiento de peso y el atletismo.
Su relación con el fútbol se inició en 1899 en el FC Català, club del que fue uno de los impulsores y tesorero. Pero pronto se marchó a otro club recién fundado, el FC Barcelona. Su primer partido con la camiseta azulgrana fue el segundo de la historia del club, el 24 de diciembre de 1899, en una victoria por 3-1 frente al Català. En 1902 se proclamó campeón de la Copa Macaya, primer título oficial del club.
Muy implicado en la entidad, fue miembro de la junta directiva como tesorero, siendo además el encargado de acondicionar los terrenos de juego. La trastienda de su local se convirtió en almacén de material deportivo del club y en punto de encuentro y tertulia de los socios. Sin embargo, discrepancias con sus compañeros le llevaron a dejar el FC Barcelona en 1902 para recalar en el Hispania AC, equipo que se disolvió un año después. Posteriormente fue mecenas de la Unió Atlètica d'Horta, club donde siguió jugando ocasionalmente hasta los 50 años. En 1931 regresó como directivo al FC Barcelona, asumiendo la vicepresidencia.